# 飛騨紅かぶ

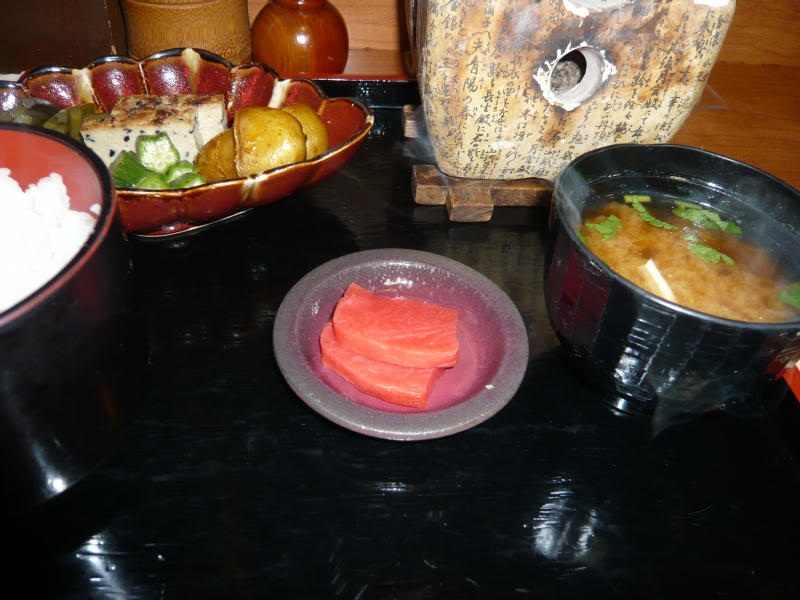
赤カブ漬け

飛騨紅かぶ （ひだべにかぶ、飛騨紅蕪）は、アブラナ科のカブの一種。表面が赤色である赤蕪（あかかぶ）の一種である。
岐阜県飛騨地方、高山市を中心とした地域で生産されている。飛騨・美濃伝統野菜である。
旧丹生川村で栽培されていた赤紫色の丸かぶ「八賀かぶ」が原種である。1918年（大正7年）、八賀かぶの突然変異で赤色のかぶが生まれる。この変異種を栽培し、形が丸く、表面の色が鮮やかな紅色で内部が白く、葉が柔らかいといった条件のものを選抜したものが、「飛騨紅かぶ」の元となったという。

## 特徴
- ヨーロッパ系カブといわれている。葉身、葉柄は柔らかく、緑～淡緑で葉長50センチ程度に伸びる。根は偏球形で、根重は300～400グラム、横径12～14センチ、縦径7センチ程度に太る。根首部は平らか凹入し、根肩部はやや張り、根尻部は平らか凹入する。表面は鮮やかな紅色で紅紫色を補充色とする。生身は白色だが、芯部に紫赤色が入ることもある。肉質は柔らかい。
- 9月上旬に播種。10月上旬～12月上旬に収穫する。青果用には葉付きのまま、加工用には葉を落として出荷される。
- 食べ方としては、主に漬物（品漬、千枚漬、丸漬、切漬など）に加工され食される。漬物にすると、内部まで赤く漬け込まれる。
- 高山市の名産「赤かぶ漬け」で使用されている赤かぶは、この飛騨紅かぶを使用したものである。